# École secondaire expérimentale du Guangdong
L'École secondaire expérimentale du Guangdong(chinois simplifié : 广东实验中学 ; chinois traditionnel : 廣東實驗中學 ; pinyin : guăng dōng shíyàn zhōng xué ; cantonais Jyutping : gwong2 dung1 sat9 jim6 zung1 hok9) est une école secondaire publique située dans le district de Liwan, Canton en Chine,.
Elle est connue sous le nom de Sheng Shi ou Sang Sat(chinois simplifié : 省实 ; chinois traditionnel : 省實 ; pinyin : shěng shí ; cantonais Jyutping : saang2sat9) par les parents et les élèves à Canton, qui signifie« (L'école) expérimentale provinciale ».

## Historique
L'historique de l'école est controversé. L'école elle-même a été fondée en 1960. Son prédécesseur, Institut Gezhi du Guangdong(chinois : 广东格致学堂), qui était une école chrétienne, a été fondée en 1888 par Andrew Patton, un missionnaire américain .
L'Institut Gezhi du Guangdong est devenu l'École normale supérieure nationale(chinois : 两广优级师范学堂) en 1910 pour former les enseignants du Guangdong et du Guangxi. Elle a fusionné avec l'Université du Guangdong nationale en 1924 où l'école actuelle a été créée officiellement.
L'école a changé son nom pour «Université Sun Yat-sen» en 1926. Après ça, l'ancienne école a été divisée en un lycée et une école primaire affiliés à l'Université Sun Yat-sen.
Ayant fusionné avec quatre autres écoles secondaires, l'école, sous le nom d'«École Affiliée de l'Université normale de Chine du Sud», est devenue plus grand en 1952. En 1960, elle a été divisée en un lycée et une école primaire distincts. L'école primaire est devenue le Sheng Shi actuel plus tard. Pendant la révolution culturelle, le Sheng Shi a renommé «60e École de Canton». Le nom actuel « École secondaire expérimentale du Guangdong» a été déterminé en 1987.
En 2014, le Sheng Shi a célébré son 90e anniversaire.

## Situation actuelle
Maintenant, l'école dispose de quatre campus. Le campus du lycée dans le District de Liwan a été achevé vers 2004 et couvre une superficie de 125 333.34 mètres carrés.
Le vieux campus situé dans le district de Yuexiu, Zhongshan Silu, est devenu le campus du collège depuis 2004.
- Autres campus
  - Campus de Tianhe, à Yuangang, Canton
  - Campus de Shunde, à Shunde, Foshan, fondée en 2008
  - Campus de Nanhai, à Nanhai, Foshan, fondée le 29 avril 2009

## Anciens élèves
- Académiciens de l'Académie chinoise des sciences
  - Deng Ximing
  - Fan Haifu
  - Jiang Boju
  - Cai Ruixian
- Académiciens de l'Académie d'ingénierie de Chine
  - Cen Kefa
  - Zhong Nanshan
  - Huang Yaoxiang